# Trappistinnenabtei Koningsoord
Die Trappistinnenabtei Koningsoord ist ein niederländisches Kloster im Johannahoeveweg in Arnhem, Erzbistum Utrecht.

## Geschichte
Die belgische Trappistinnenabtei Chimay gründete 1937 (in der Nähe der Trappistenabtei Tilburg in Berkel-Enschot, Niederlande) das Kloster Unsere Liebe Frau von Koningsoord, das sogleich zur Abtei erhoben wurde. Nach dem Zweiten Weltkrieg war das Kloster fähig, 1953 und 1964 zwei Tochterklöster zu gründen (in Deutschland und in Uganda) und 1954 Verstärkung in das französische Kloster Altbronn zu schicken. 2009 wurde die Abtei nach Renkum, einem Vorort von Arnhem, verlegt.

### Äbtissinnen
- Gertrudis Demarrez  (1937–1958)
- Godelieve Hooymans  (1958–1964)
- Rafaël Hinkenkemper  (1964–1982)
- Ermelindis De Groot  (1982–1994)
- Benedict Thissen  (1994–2014)
- Julian Pieters (2014–)

### Gründungen
- 1953: Abtei Maria Frieden (Dahlem)
- 1964: Trappistinnenabtei Butende, Uganda

### Nonnen der Abtei Koningsoord als Opfer des Nationalsozialismus
Am 2. August 1942 wurden (zusammen mit der im Kloster lebenden Lisamaria Meirowsky) zwei Nonnen der Abtei von der Gestapo festgenommen. Es handelte sich um die Schwestern Hedwigis Löb (* 1908, Ordenseintritt 1928 in die Trappistinnenabtei Chimay, Feierliche Profess 1933, Koningsoord 1937) und Maria-Theresia Löb (* 1911). Zusammen mit ihren drei Brüdern aus der Trappistenabtei Tilburg wurden sie ins KZ Westerbork gebracht. Sie starben 1942 oder 1943 in Polen. Ein sechstes Mitglied der Familie Löb, ebenfalls Nonne in Koningsoord, Veronica Löb (* 1911), wurde erst am 1. April 1943 verhaftet und starb (nach Aufenthalt in Westerbork) am 1. August 1944 im Kloster.
Die sechs Religiosen waren die Kinder des vom Judentum zum Katholizismus übergetretenen deutschstämmigen Ludwig Löb (* 1881 in Euskirchen; † 1935) und seiner niederländischen Ehefrau Jenny van Gelder (1879–1938), die ebenfalls jüdischer Abstammung war. Motiv für den Ordenseintritt der Kinder war unter anderem der Wunsch, durch Gebet zur Konversion aller Juden beizutragen. Sich der Festnahme durch Flucht zu entziehen, was möglich gewesen wäre, lehnten die Geschwister ab, um den Klöstern die angedrohten Repressalien zu ersparen. Dank dem Zeugnis der überlebenden jüngsten Schwester, Paula van Broekhoven (1918–2004), kam es 70 Jahre später noch zu einer umfassenden Dokumentation der Tragödie und ihrer familiären Vorgeschichte.